# Энгеманн, Пол
Пол Энгеманн (англ. Paul Engemann; родился 2 июня 1953) — американский певец, музыкант и бизнесмен. Известен как исполнитель песни «Scarface (Push It to the Limit)» из культового фильма «Лицо со шрамом».

## Профессиональная деятельность
После «Push It To The Limit», Пол снова сотрудничает с Джорджо Мородером и их новая работа, хит «Reach Out», становится официальной песней к 23-м Олимпийским Играм 1984 в Лос-Анджелесе, а также попадает на первое место в чартах Германии. Среди других релизов: «American Dream» (с Джорджо Мородером, 1984), «Face To Face» (1985), «Shannon’s Eyes» (1985, мельком прозвучала в советском фильме «Курьер»), «Brain Power» (саундтрек к фильму «Летняя школа», 1987), «To Be Number One» (1990), «NeverEnding Story» (2000).
Во второй половине 1980-х Пол был ведущим вокалистом группы Device, куда помимо него входили Холли Найт и гитарист Джин Блек. Весной 1986 года группа выпустила свой единственный альбом под названием 22B3, спродюсированный Майком Чэпменом. Первый сингл альбома «Hanging on a Heart Attack» попал на 35 место в Top 40. После было выпущено ещё два сингла, но их успех был скромнее.
В конце 80-х Пол присоединился к группе Animotion как co-lead певец с актрисой Синтией Роудс. В 1988 году их сингл «Room To Move» попал в Top Ten и был использован в фильме «Моя мачеха — инопланетянка». Однако новый альбом группы провалился в чартах, и в 1990 году Animotion распалась.
В настоящее время занимается бизнесом.